# Ferrovia Winterthur-Romanshorn
La ferrovia Winterthur-Romanshorn (nota anche come Thurtallinie) è una linea ferroviaria a scartamento normale della Svizzera.

## Storia
Il 28 febbraio 1853 venne concessa l'autorizzazione per la costruzione di una ferrovia da Zurigo al lago di Costanza. A tal fine si costituì la società Zürich-Bodenseebahn, che confluì poco dopo nella Schweizerische Nordostbahn (NOB) guidata da Alfred Escher.
La linea Winterthur-Romanshorn aprì il 16 maggio 1855; il suo prolungamento Oerlikon-Winterthur aprì il successivo 27 dicembre, e il collegamento tra Zurigo e Oerlikon venne inaugurato il 26 giugno 1856.
La NOB venne nazionalizzata il 1º gennaio 1902: le sue linee entrarono a far parte delle Ferrovie Federali Svizzere (FFS).
La linea fu elettrificata il 15 maggio 1928, insieme alla tratta Romanshorn-Rorschach.
Alla creazione delle FFS la tratta Winterthur-Oberwinterthur (comune alla linea per Etzwilen) era già a doppio binario. Il 1º ottobre 1905 venne aperto all'esercizio il secondo binario tra Frauenfeld e Müllheim-Wigoltingen; il 1º maggio 1906 entrò in servizio il secondo binario nelle tratte Oberwinterthur-Wiesendangen e Frauenfeld-Islikon, mentre il raddoppio della linea fu completato nel 1907 (il 1º maggio la tratta Müllheim-Sulgen, il 1º luglio la Sulgen-Amriswil, il 4 luglio la Wiesendangen-Islikon e il 30 settembre la Amriswil-Romanshorn).

## Caratteristiche
La linea, a scartamento normale, è lunga 56,12 km, è elettrificata a corrente alternata monofase con la tensione di 15.000 V alla frequenza di 16,7 Hz; la pendenza massima è del 12 per mille. È interamente a doppio binario.

### Percorso
| Continuation backward |

|  | Unknown route-map component "ABZg+l" | Unknown route-map component "CONTfq" |

| Station on track |

|  | Unknown route-map component "ABZgl" | Unknown route-map component "CONTfq" |

| Unknown route-map component "CONTgq" | Unknown route-map component "ABZgr" |  |

| Station on track |

|  | Unknown route-map component "ABZgl" | Unknown route-map component "CONTfq" |

| Station on track |

| Unknown route-map component "SKRZ-Au" |

| Station on track |

| Unknown route-map component "SKRZ-Au" |

| Unknown route-map component "STR+GRZq" |

| Station on track |

|  | Unknown route-map component "KRWgl" | Unknown route-map component "KRW+r" |

|  | Straight track | Non-passenger station/depot on track |

|  | Unknown route-map component "KRWg+l" | Unknown route-map component "KRWr" |

| Unknown route-map component "hKRZWae" |

| Unknown route-map component "CONTgq" | Unknown route-map component "STR+r" | Straight track |  |  |

| End station | Station on track |  |

|  | Unknown route-map component "ABZgl" | Unknown route-map component "KDSTeq" |

| Station on track |

| Stop on track |

|  | Unknown route-map component "hKRZWae" |

| Station on track |

| Station on track |

| Unknown route-map component "CONTgq" | Unknown route-map component "ABZg+r" |  |

| Station on track |

|  | Unknown route-map component "ABZgl" | Unknown route-map component "CONTfq" |

| Station on track |

| Station on track |

| Unknown route-map component "CONTgq" | Unknown route-map component "ABZgr" |  |

| Station on track |

| Station on track |

| Station on track |

|  | Straight track | Continuation backward |

|  | Straight track | Station on track |

|  | One way leftward | Junction both to and from right |

|  | Unknown route-map component "CONTgq" | Unknown route-map component "ABZgr" |

|  |  | Continuation forward |

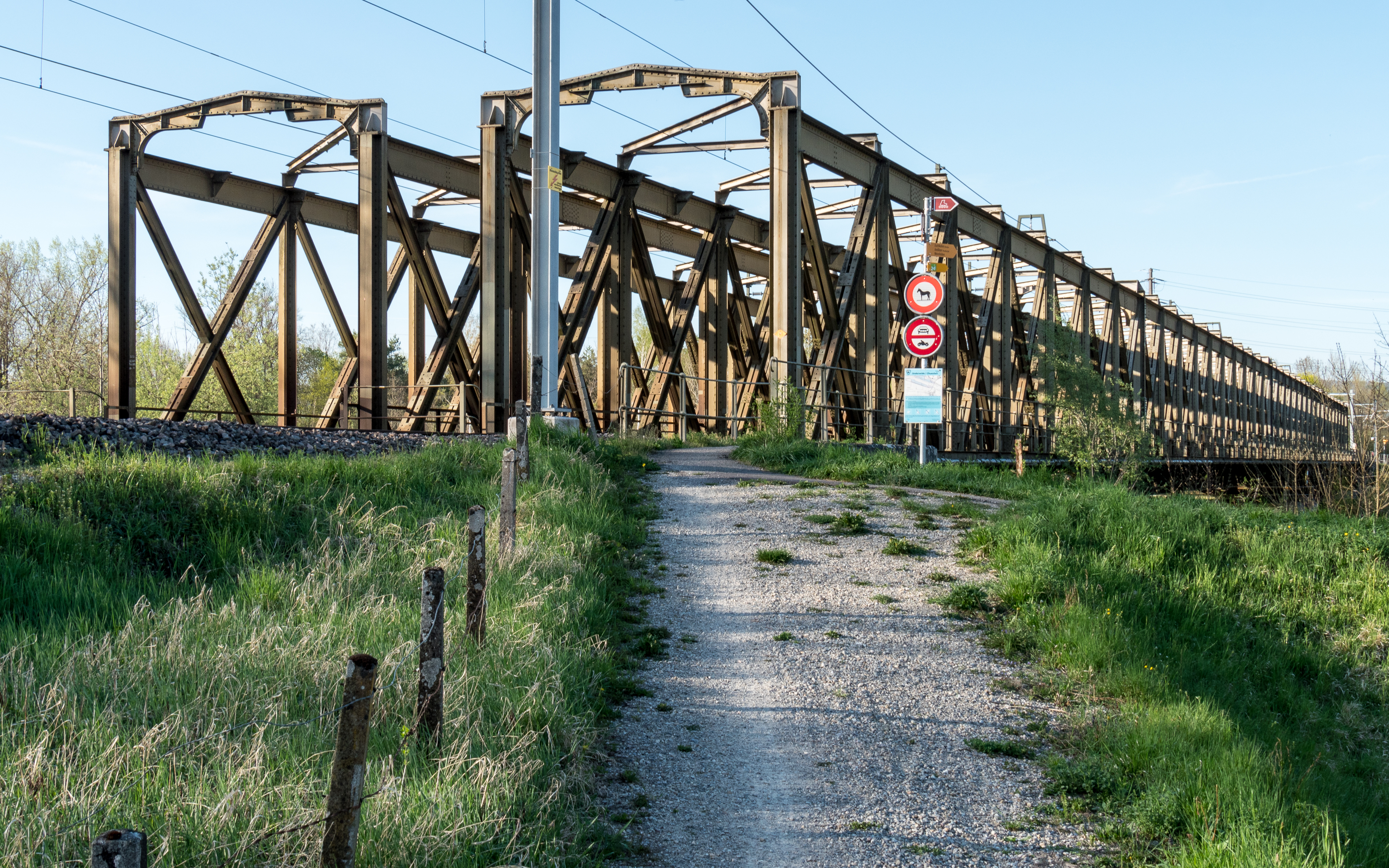
Il ponte di Eschikof sul fiume Thur

La linea parte dalla stazione di Winterthur, per dirigersi in direzione nord-est, attraversando prima di Islikon il confine tra il canton Zurigo e il canton Turgovia; attraversato il fiume Murg si giunge a Frauenfeld, località nella quale si ha l'interscambio con la linea a scartamento ridotto per Wil. Attraversato il fiume Thur si giunge a Weinfelden, stazione nella quale la ferrovia incrocia la Mittelthurgaubahn; la linea segue il corso del fiumte Thur sino a Sulgen (località da cui si dirama la ferrovia per Gossau). La linea termina a Romanshorn, nodo ferroviario sulle rive del lago di Costanza.